# ラウペン
ラウペン（ドイツ語: Laupen）とは、スイスベルン州の基礎自治体で、ベルンとフリブールの間に位置する。

## 概要

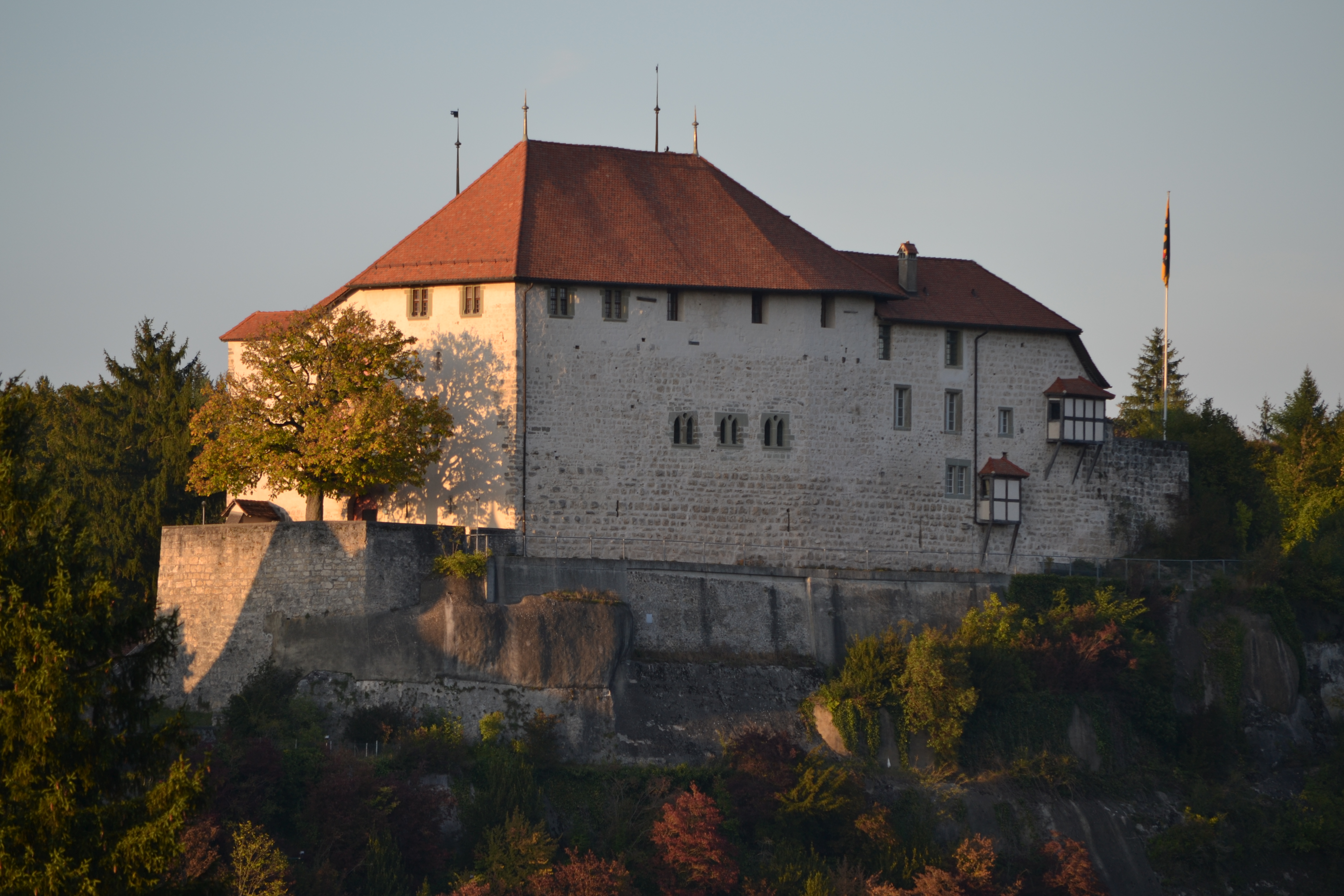
ラウペン城

ラウペンの都市が形成されたのは11世紀からで、12世紀には中世におけるスイスの有力貴族、ツェーリンゲン家の支配下に入った。ツェーリンゲン家の断絶の後、キーブルク家を経てハプスブルク家の支配家に入る。その後、ラウペンはハプスブルク家と、レマン湖の南から勢力を伸ばしてきたサヴォイア家との抗争の舞台となり、14世紀にはベルンの支配下に入った。1339年にベルンがハプスブルクを打ち破った「ラウペンの戦い」は有名である。
高台にあるラウペン城は、ベルン領主の居城として使われてきた。